# Sibiriade
Sibiriade (russisch Сибириада) ist ein sowjetisches monumentales Epos aus dem Jahr 1979 über die Erschließung Sibiriens. Die Handlung erstreckt sich über drei Generationen (etwa 70 Jahre) und ist eingebettet in die Geschichte der Sowjetunion. Der bildgewaltige und symbolträchtige Film ist teilweise in Schwarz-Weiß gedreht und zeichnet sich durch die besonders atmosphärische Musik des sowjetischen Komponisten Eduard Artemjew aus. Auch bei den Dokumentareinblendungen, die den geschichtlichen Rahmen bilden, indem sie die Handlung in Zehnjahresschritte (die 1920er, 1930er, 1940er usw.) gliedern, handelt es sich um Schwarz-Weiß-Material.

## Handlung
Erzählt wird die Geschichte zweier Familien im kleinen nordwestsibirischen Dorf Jelan (dt.:Elan): die durch Pelztierhandel mit den indigenen Chanten reich gewordenen Solomins, die das Bewährte bewahren wollen, und der armen, auf Veränderung drängenden Ustjuschanins. Am Verhältnis der Mitglieder dieser Familien, deren Wege sich immer wieder kreuzen, wird der Wandel der Zeiten gezeigt.
Der erste Teil Piroggen und bitterer Wein setzt in der Zarenzeit ein, als der Holzfäller Afanassi Ustjuschanin mit dem Bau einer endlosen Schneise in die Taiga beginnt – ein Symbol der bevorstehenden Erschließung des von Händlern, Rentierzüchtern und Pelztierjägern dünn besiedelten Landes und seiner Bodenschätze durch die „Modernisierer“. Sein Sohn Nikolai (Kolja) erzwingt die nicht standesgemäße Heirat mit Nastja Solomina, die sich in ihn verliebt hat, was ihm deren Bruder Jerofei nie verzeihen wird. Die beiden Familien bleiben sich über 60 Jahre in Hassliebe verbunden. Nikolai propagiert die Förderung von Erdöl in der Taiga, die aber durch die von den Einwohnern gefürchtete „Teufelsmähne“ verhindert wird. Die „Teufelsmähne“ ist ein riesiger undurchdringlicher Sumpf, dessen Gase Verwirrtheit und Halluzinationen hervorrufen. Jerofei, der die Dorfbewohner vor dem Vorhaben warnt, wird von Nikolai denunziert, verhaftet und ins Gefängnis eingeliefert – wie viele andere Kritiker zur Zeit Stalins. Doch das Vorhaben der Erdölexploration scheitert an der Unzulänglichkeit der eingesetzten Mittel.
Dieser erste Teil des Filmes reicht bis zum Zweiten Weltkrieg, in dem Nikolai bei einer Marineeinheit dient und sich durch Tapferkeit auszeichnet. Seine Frau kommt im Krieg ums Leben.
Der zweite Teil Gib den Weg frei handelt bis in die damalige Gegenwart. Als Nikolai in sein Heimatdorf zurückkehrt, wird er von seinem aus dem Gefängnis entlassenen Schwager ermordet. Nikolais Sohn Alexei (Sascha), ein Spezialist für Bohrarbeiten, hat sich bei der Erdölförderung in anderen Teilen der Sowjetunion bewährt. Er kommt in das Dorf seiner Väter und beschließt, erneut einen Anlauf zur Suche nach Erdöl zu unternehmen, hatte er doch als Jugendlicher beim Wegwerfen einer Zigarette entdeckt, dass in der Teufelsmähne entzündliche Gase vorhanden sind. Eine Schlüsselszene zeigt Alexei im Sumpf neben der bei den erfolglosen Bohrungen der 1930er Jahre hinterlassenen primitiven Hütte, in der noch ein Stalinplakat klebt. Er ruft verzweifelt nach seinem Vater, der ihm als Halluzination erscheint.
Das Leben in den 1960er Jahren in der Chruschtshow-Ära ist leichter, sorgloser, weniger heroisch als in den 1930ern und 1940ern. Privatheit, Liebesleben und auch Eifersucht lassen sich nicht mehr verdrängen. Man steht nicht mehr unter dem Druck der überstürzten Industrialisierung der Stalinzeit mit ihren vielen Opfern, sondern sieht die Zukunftsperspektive in modernster Technik, die die Arbeit und das Leben erleichtern soll. Alexei, der als weich, aber leichtlebig und übermütig dargestellt wird, will nun mit moderner Technik die „Teufelsmähne“ besiegen. Starke Symbolwirkung hat eine Szene, in der er mit dem Trecker das uralte Hoftor des Familienanwesens der Solomins sprengt – er vernichtet etwas von Menschenhand Geschaffenes, wie sein Onkel Jerofei beklagt. Der Sumpf wird mit Geländefahrzeugen erschlossen, ein Bohrturm errichtet, doch dann verursacht Alexei beim Bohren eine Havarie. Der Meißel versinkt im Bohrloch; die Arbeiten werden ergebnislos abgebrochen.
Ein Sohn der Familie Solomin, der Parteifunktionär Filipp, ein Angehöriger einer neuen Klasse der technischen Intelligenz, fliegt mit dem Hubschrauber ein und stellt Pläne vor, die vorsehen, dass die Region um sein wirtschaftlich perspektivloses armes Heimatdorf in einen Stausee verwandelt werden soll. Alexei bittet ihn um Aufschub, wofür sich Filipp gegen die Bedenken seiner Vorgesetzten in Moskau tatsächlich einsetzt – ein Schritt zur Versöhnung der Familien. Als die Bohrung endlich doch auf Öl stößt, erfolgt ein Ausbruch, das Öl entzündet sich und Alexei opfert sich, um einen Kollegen zu retten, der unter den Trümmern des brennenden Bohrturms eingeklemmt wurde. Das Dorf ist durch seine heroische Tat vor der Überflutung gerettet und hat eine wirtschaftliche Perspektive.
Kernaussage des Films ist, dass Technik eine notwendige Voraussetzung des guten Lebens und der Humanität ist, aber dass ihre Entwicklung immer noch so manches Opfer verlangt. Gleichzeitig thematisiert der Film bereits die Notwendigkeit der Rücksichtnahme auf die gefährdete Natur, aber auch auf die kulturellen Traditionen der Menschen. „Heimat“ ist dabei eine Schlüsselkategorie.
In vielen Szenen taucht über die Jahrzehnte hinweg immer wieder der „Ewige Alte“ auf, ein teils mahnender, teils sparsam kommentierender oder Unverständnis zeigender Einsiedler, der von gezähmten Tieren (Bär, Rentier, Vögel) begleitet ist und die Naturverbundenheit des Volkes und die Volksseele symbolisiert. Von Auftritt zu Auftritt verlieren die Tiere an Bedeutung.
Insbesondere die in der „Teufelsmähne“ gedrehten Szenen in Schwarz-Weiß sind von der Ästhetik Andrei Tarkowskis geprägt.

## Sonstiges
Die Kinofassung ist 275 Minuten lang, die deutsche TV-Fassung ist 199 Minuten lang. Dafür wurden einzelne Szenen gestrichen und die Dokumentareinblendungen gekürzt.
Bei den Internationalen Filmfestspielen von Cannes erhielt er den großen Spezialpreis der Jury.
Als Symbole für Technik kommen u. a. ein Kettenfahrzeug GT-T, ein Traktor Stalinez-65 und ein Hubschrauber Mi-4 vor.
Der Film nimmt mehrfach Bezug auf den italienischen Gelehrten Tommaso Campanella und sein Buch Der Sonnenstaat von 1623. Dahinter verbirgt sich die kommunistische Utopie.

## Kritiken
„Eines der bedeutendsten monumentalen sowjetischen Filmwerke der 70er Jahre. Ein episch breit angelegter Film, der über die politische und historische Parabel hinaus ausdrucksstarke, poetische Bilder entwickelt, die ohne theatralisches Pathos die Veränderungen der Lebenshaltungen überzeugend belegen. Meisterhaft inszeniert und von hoher technischer Perfektion. Der zweite Teil ist inhaltlich nicht mehr so überzeugend und politisch beschönigend. Gestalterisch jedoch wiederum vorzüglich und auch schauspielerisch sehenswert.“

## Filmmusik
Die Filmmusik erschien 1979 als Schallplatte in Frankreich bei „Le Chant du Monde“. Mit einer Technoversion des Leitmotivs erzielte das russische Trance-Projekt PPK im Jahr 2001 Platz 3 in den UK Top 40. Bei den Olympischen Winterspielen 2014 wurde das Motiv in der Eröffnungszeremonie verwendet.